# Спектр кольца
Спектр кольца в математике — множество всех простых идеалов данного коммутативного кольца. Обычно спектр снабжается топологией Зарисского и пучком коммутативных колец, что делает его локально окольцованным пространством. Спектр кольца {\displaystyle R} (далее под словом «кольцо» подразумевается «коммутативное кольцо с единицей») обозначается {\displaystyle \operatorname {Spec} \,R}.

## Топология Зарисского
Топологию на спектре кольца можно ввести двумя эквивалентными способами, и оба способа активно используются в алгебраической геометрии.

### База топологии Зарисского
Первый способ ввести топологию Зарисского на спектре кольца — указать базу топологии. Базой служат подмножества спектра вида {\displaystyle D_{f}=\{{\mathfrak {p}}\in \operatorname {Spec} \,R:f\notin {\mathfrak {p}}\}}, где {\displaystyle f} — произвольный элемент кольца {\displaystyle R}.
Легко проверяются следующие утверждения:
{\displaystyle D_{1}=\operatorname {Spec} \,R}
{\displaystyle D_{f}\cap D_{g}=D_{fg}}
Из этих формул следует, что семейство всех подмножеств вида {\displaystyle D_{f}} является покрытием спектра, замкнутым относительно пересечений, то есть является базой некоторой топологии.
Спектр кольца, как правило, не является хаусдорфовым пространством. С другой стороны, спектр любого кольца удовлетворяет аксиоме отделимости T0 и является компактом.
Для доказательства компактности достаточно проверить, что из покрытия элементами базы можно выбрать конечное подпокрытие. Если система множеств {\displaystyle \{D_{f}:f\in A\}} является покрытием спектра, это означает, что идеал кольца R, порождённый множеством A, содержит единицу. То есть справедливо равенство: {\displaystyle 1=k_{1}a_{1}+k_{2}a_{2}+\cdots +k_{n}a_{n}}, в котором {\displaystyle a_{i}} являются элементами множества A, а {\displaystyle k_{i}} — некоторые элементы кольца R. Но тогда {\displaystyle \{D_{f_{1}},D_{f_{2}},\cdots ,D_{f_{n}}\}} — искомое конечное подпокрытие спектра. Аналогично доказывается компактность множеств {\displaystyle D_{f}}. (Следует заметить, что в отсутствие хаусдорфовости, компактное подмножество не обязано быть замкнутым!)

### Определение через замкнутые подмножества
Второй способ ввести топологию Зарисского на спектре кольца — указать все замкнутые подмножества. Замкнутыми множествами спектра являются множества вида:
{\displaystyle V({\mathfrak {a}})=\{{\mathfrak {p}}\in \operatorname {Spec} \,R:{\mathfrak {a}}\subset {\mathfrak {p}}\}}, где {\displaystyle {\mathfrak {a}}} — произвольный (не обязательно простой) идеал кольца {\displaystyle R}.
Легко проверяются следующие формулы:
{\displaystyle V({\mathfrak {a}})\cup V({\mathfrak {b}})=V({\mathfrak {a}}{\mathfrak {b}})}, где {\displaystyle {\mathfrak {a}}{\mathfrak {b}}} — произведение соответствующих идеалов,
{\displaystyle \cap _{\alpha }V({\mathfrak {a_{\alpha }}})=V(\sum _{\alpha }{\mathfrak {a_{\alpha }}})},
{\displaystyle V((0))=\operatorname {Spec} \,R},
{\displaystyle V((1))=\varnothing },
из которых следует, что семейство множеств вида {\displaystyle V({\mathfrak {a}})} удовлетворяет аксиомам системы всех замкнутых множеств топологического пространства. Открытыми множествами являются дополнения к этим множествам.
При таком описании топологии легко видеть, что если {\displaystyle {\mathfrak {p}}_{1}\subset {\mathfrak {p}}_{2}} — два простых идеала, то точка {\displaystyle {\mathfrak {p}}_{2}} лежит в замыкании точки {\displaystyle {\mathfrak {p}}_{1}}. Таким образом, замкнутыми точками в топологии Зарисского являются максимальные идеалы и только они.

### Эквивалентность топологий
Для доказательства эквивалентности определений через базу топологии и через замкнутые множества, достаточно проверить формулы:
{\displaystyle V({\mathfrak {a}})^{c}=\cup _{f\in {\mathfrak {a}}}D_{f}}
{\displaystyle D_{f}=V((f))^{c}}, где {\displaystyle V^{c}} обозначает дополнение множества {\displaystyle V}, а {\displaystyle (f)} — идеал, порождённый элементом {\displaystyle f}.
Первая из этих формул означает, что подмножество спектра, открытое относительно второй топологии, является открытым и в первой, а вторая — что все множества, составляющие базу первой топологии, являются открытыми и во второй (а следовательно, являются открытыми и все объединения этих множеств).

## Структурный пучок и схемы
Структурный пучок на спектре задаётся следующим образом: каждому открытому множеству {\displaystyle D_{f}} из базы сопоставляется локализация кольца {\displaystyle R} по мультипликативной системе {\displaystyle \{1,f,f^{2},f^{3},\dots \}}. Элементы этой локализации — формальные дроби вида {\displaystyle p/q}, такие что {\displaystyle q} является степенью {\displaystyle f}. Соответственно, открытому множеству {\displaystyle \cup _{i}D_{f_{i}}} сопоставляется локализация по мультипликативной системе, порождённой Невозможно разобрать выражение (SVG (MathML можно включить с помощью плагина для браузера): Недопустимый ответ («Math extension cannot connect to Restbase.») от сервера «http://localhost:6011/ru.wikipedia.org/v1/»:): {\displaystyle f_i}
.
Одно и то же открытое множество может быть представлено в виде {\displaystyle \cup _{i}D_{f_{i}}} многими способами, однако можно показать, что локализация кольца не зависит от выбора такого представления, а также проверить, что выполняются все остальные свойства пучка.
В случае, когда Невозможно разобрать выражение (SVG (MathML можно включить с помощью плагина для браузера): Недопустимый ответ («Math extension cannot connect to Restbase.») от сервера «http://localhost:6011/ru.wikipedia.org/v1/»:): {\displaystyle R}
 является целостным кольцом с полем частных {\displaystyle K}, структурный пучок можно описать более конкретно. Элемент Невозможно разобрать выражение (SVG (MathML можно включить с помощью плагина для браузера): Недопустимый ответ («Math extension cannot connect to Restbase.») от сервера «http://localhost:6011/ru.wikipedia.org/v1/»:): {\displaystyle f/g\in K}
 называется регулярным в точке {\displaystyle {\mathfrak {p}}\in \operatorname {Spec} \,R}, если он может быть представлен в виде дроби {\displaystyle f/g} знаменатель которой не принадлежит {\displaystyle {\mathfrak {p}}}. Соответственно, открытому множеству {\displaystyle U} сопоставляется множество элементов {\displaystyle K}, регулярных в каждой точке {\displaystyle U}; можно проверить, что это множество замкнуто относительно сложения и умножения, то есть образует кольцо. Построение отображений ограничения в этом случае также более очевидно: если {\displaystyle U'\subset U}, то элемент поля частных, регулярный в каждой точке Невозможно разобрать выражение (SVG (MathML можно включить с помощью плагина для браузера): Недопустимый ответ («Math extension cannot connect to Restbase.») от сервера «http://localhost:6011/ru.wikipedia.org/v1/»:): {\displaystyle U}
, регулярен и в каждой точке {\displaystyle U'}.
Слой получившегося пучка {\displaystyle {\mathcal {O}}} в точке {\displaystyle {\mathfrak {p}}} совпадает с локализацией {\displaystyle R_{\mathfrak {p}}} кольца {\displaystyle R} по простому идеалу {\displaystyle {\mathfrak {p}}}, это кольцо локально. Следовательно, спектр кольца действительно является локально окольцованным пространством.
Локально окольцованное пространство, которое можно получить таким образом, называется аффинной схемой. Общие схемы получаются «склейкой» нескольких аффинных схем.

## Функториальность
Каждому гомоморфизму колец {\displaystyle \varphi :A\to B} соответствует непрерывное отображение спектров (в противоположном направлении) {\displaystyle \varphi ^{*}:\operatorname {Spec} \,B\to \operatorname {Spec} \,A}. Действительно, прообраз простого идеала {\displaystyle {\mathfrak {p}}\in B} под действием {\displaystyle \varphi } является простым идеалом. Для того, чтобы доказать непрерывность этого отображения, достаточно доказать, что прообраз замкнутого множества замкнут. Это следует из равенства
{\displaystyle (\varphi ^{*})^{-1}(V({\mathfrak {a}}))=V(\varphi ({\mathfrak {a}}))}, где {\displaystyle {\mathfrak {a}}} — произвольный идеал кольца {\displaystyle A}.
Из этого следует, что {\displaystyle \operatorname {Spec} } является контравариантным функтором из категории коммутативных колец в категорию топологических пространств. Более того, отображение {\displaystyle \varphi } для каждого {\displaystyle {\mathfrak {p}}\in B} индуцирует гомоморфизм локальных колец
{\displaystyle {\mathcal {O}}_{f^{-1}({\mathfrak {p}})}\to {\mathcal {O}}_{\mathfrak {p}}}
Следовательно, {\displaystyle \operatorname {Spec} } определяет контравариантный функтор в категорию локально окольцованных пространств. Образ этого функтора — в точности аффинные схемы, поэтому категория коммутативных колец (контравариантно) эквивалентна категории аффинных схем.

## Мотивировка из алгебраической геометрии
В алгебраической геометрии изучаются алгебраические многообразия, то есть подмножества пространства {\displaystyle K^{n}} (где Невозможно разобрать выражение (SVG (MathML можно включить с помощью плагина для браузера): Недопустимый ответ («Math extension cannot connect to Restbase.») от сервера «http://localhost:6011/ru.wikipedia.org/v1/»:): {\displaystyle K}
 — алгебраически замкнутое поле), задаваемые как общие нули некоторого множества многочленов от {\displaystyle n} переменных. Если {\displaystyle A} — такое алгебраическое многообразие, рассмотрим коммутативное кольцо полиномиальных функций {\displaystyle A\to K}. Тогда максимальные идеалы кольца {\displaystyle R} соответствуют точкам многообразия Невозможно разобрать выражение (SVG (MathML можно включить с помощью плагина для браузера): Недопустимый ответ («Math extension cannot connect to Restbase.») от сервера «http://localhost:6011/ru.wikipedia.org/v1/»:): {\displaystyle A}
, а простые идеалы — всем неприводимым подмногообразиям {\displaystyle A} (многообразие называется неприводимым, если его нельзя представить в виде объединения двух меньших многообразий). При этом замыкание подмногообразия состоит из всех его точек и подмногообразий. Более того, определённый выше пучок на спектре фактически совпадает с пучком рациональных функций на алгебраическом многообразии {\displaystyle A}.